# Завземане: Респект
Завземане: Респект беше кеч събитие в сериите „Завземане“, продуцирано от WWE, под тяхната марка NXT, излъчено по Мрежата на WWE. Проведе се на 2015 във Full Sail University в Уинтър Парк, Флорида. Шоуто включваше първия някога женски главен мач в събитие на WWE, в който шампионката при Жените на NXT Бейли защити титлата срещу Саша Бенкс в 30-минутен мач Железния човек. Това беше най-дългия женски мач в историята и първия мач от този вид, в който участват жени. Шоуто също включваше полуфиналите и финала на турнира Дъсти Роудс Отборна класика.

## Продукция

### Заден план
Кеч сериите Завземане започнаха от 29 май 2014 като марката на WWE, WWE NXT излъчиха второ събитие по Мрежата на WWE, обявено като Завземане. В последващи месеци „Завземане“ стана марка, използвана за техните NXT събития на живо, тъй като водеха Завземане: Фатална четворка, Завземане: Р Еволюция, Завземане: Враг до Завземане: Неудържими.  Завземане: Бруклин беше първото събитие на Завземане да беди извън Full Sail University. Завземане: Респект беше седмо подред и четвърто за 2015.

### Сюжети
Завземане: Респект включваше кеч мачове с участието на различни борци от вече съществуващи сценични вражди и сюжетни линии, които се изиграват по NXT. Борците са добри или лоши, тъй като те следват поредица от събития, които са изградили напрежение и кулминират в мач или серия от мачове.

## Резултати
| #                                                                     | Резултати                                                  | Правила                                                    | Време |
| 1D                                                                    | Бул Демпси победи Сойър Фултън                             | Сингъл мач                                                 | N/A   |
| 2                                                                     | Фин Балър и Самоа Джо победиха Даш и Доусън                | Дъсти Роудс Отборна Класика полуфинал                      | 09:05 |
| 3                                                                     | Барън Корбин и Райно победиха Джейсън Джордан и Чад Гейбъл | Дъсти Роудс Отборна Класика полуфинал                      | 10:28 |
| 4                                                                     | Аска победи Дейна Брук (с Ема) чрез предаване              | Сингъл мач                                                 | 05:33 |
| 5                                                                     | Аполо Крус победи Тайлър Брийз                             | Сингъл мач                                                 | 09:48 |
| 6                                                                     | Фин Балър и Самоа Джо победиха Барън Корбин и Райно        | Дъсти Роудс Отборна Класика финал                          | 11:10 |
| 7                                                                     | Бейли (ш) победи Саша Бенкс с 3-2                          | 30-минутен мач Железния човек за Титлата при Жените на NXT | 30:00 |
| (ш) – указва шампиона/шампионите в мача; D – показва, че мача е тъмен |                                                            |                                                            |       |

### Мач Железния човек
| Резултат | Победител  | Чрез       | Начин                                                   | Време |
| -------- | ---------- | ---------- | ------------------------------------------------------- | ----- |
| 0–1      | Саша Бенкс | Туш        | Саша Бенкс тушира Бейли с превъртане                    | 08:31 |
| 1–1      | Бейли      | Туш        | Бейли тушира Саша Бенкс след Бейли Суплес               | 10:52 |
| 1–2      | Саша Бенкс | Отброяване | Бейли беше отброена                                     | 14:08 |
| 2–2      | Бейли      | Туш        | Бейли тушира Саша Бенкс с „туш рана“                    | 17:20 |
| 3–2      | Бейли      | Предаване  | Саша Бенкс се предаде след модифициран захват на ръката | 29:59 |